# Aranyi László
Aranyi László (Keszthely 1957. április 26.–) magyar anyanyelvű író-költő, okkultista. Írói álneve: Frater Azmon.

## Élete
Szülővárosában érettségizett 1975-ben, majd huzamosabb ideig különböző könyvtárakban dolgozott. Szerencsétlen házasságából adódóan 1984-ben Pécsre költözött. Itt szerzett bölcsészdiplomát a Pécsi Tudományegyetem – JPTE – bölcsészettudományi karán. 
2002-től rokkant-nyugdíjas lett. Ezzel bezárult előtte az összes magyarországi lehetőség, hiába kilincselt mindenütt. Hosszú időn át jövendőmondóként kereste a kenyerét. 
2007-től Budapesten lakik, itt kezdődik alkotói újjászületése.
Már tizenéves korában jelentek meg versei. Szinte valamennyi magyar irodalmi folyóiratban publikált, a nyolcvanas évek végén az akkor még párizsi Magyar Műhely köréhez tartozott. De a kezdetektől tudatosan a következetes avantgárd kívülállás útját választotta, valójában sohasem tartozott semmiféle csoportosuláshoz. 
2019-től rendszeresen publikált angol nyelvű folyóiratokban mindenütt a nagyvilágon. Eddig több mint 100 műve jelent meg (Anglia, Írország, USA, Kanada, India, stb., de még az Egyesült Arab Emírségekben, és Ruandában is). Képversei több rangos nemzetközi kiállításon szerepeltek. 
Munkái közül több olvasható az angolon kívül olaszul, szerbül, törökül. A vajdasági Szövet folyóiratban heti rendszerességgel jelennek meg munkái. 
Okkultizmussal gyermekkorától foglalkozik történeti, elméleti, s gyakorlati szinten. Okkult körökben használt nevén (Frater Azmon) is publikál.

## Művei
- (szellem)válaszok; Potencia Pura, 1983 (szamizdat volt, ezen alapul a Magvetőnél megjelent második kiadás)

- (szellem)válaszok; Magvető Kiadó, 1990

- A Nap és Holderők egyensúlya; Underground Kiadó, 2011

- Kiterített rókabőr; Underground Kiadó, 2014

- Delirium &...The Seven Haiku” (DEAD MAN'S PRESS INK ALBANY, NY, 2023)

## Tagság „szakmai” szervezetekben
- Magyar Írószövetség
- Artisjus